# Polycarpa albopunctata
Polycarpa albopunctata är en sjöpungsart som först beskrevs av Sluiter 1904.  Polycarpa albopunctata ingår i släktet Polycarpa och familjen Styelidae. Inga underarter finns listade i Catalogue of Life.